# Elisabeth Strickrodtová
Elisabeth Strickrodtová, hraběnka z Askanienu dříve Elisabeth, vévodkyně z Anhaltu (3. září 1903 Plavno – 5. ledna 1971 Zehlendorf) byla německá herečka a první manželka Jáchyma Arnošta, vévody z Anhaltu.

## Biografie
Elisabeth Strickrodtová se narodila 3. září 1903 v Plavnu Ferdinandu Augustu Kurtovi Strickrodtovi, opernímu zpěvákovi, a Ottilii Franzisce Elisabeth Wettsteinové.[zdroj?] Strickrodtová pracovala jako herečka.
Dne 3. března 1927 se na zámku Ballenstedt provdala za Jáchyma Arnošta, vévodu z Anhaltu. Před svatbou jí byl udělen titul hraběnky z Askanienu.[zdroj?] Po svatbě se stala vévodkyní z Anhaltu. Tyto tituly německá vláda neuznala, protože královské a šlechtické tituly byly zrušeny v roce 1919. S Jáchymem Arnoštem se v roce 1929 rozvedli.
Strickrodtová zemřela 5. ledna 1971 v Zehlendorfu.